# Emballonura furax
Emballonura furax är en fladdermusart som beskrevs av Thomas 1911. Emballonura furax ingår i släktet Emballonura och familjen frisvansade fladdermöss. IUCN kategoriserar arten globalt som otillräckligt studerad. Inga underarter finns listade i Catalogue of Life.
Denna fladdermus förekommer på Nya Guinea och på några mindre öar i samma region. Arten lever i låglandet och i bergstrakter upp till 1500 meter över havet. Individerna vilar i kalkstensgrottor och i liknande gömställen, till exempel tunnlar. Där bildas kolonier med 10 till 30 medlemmar. Emballonura furax är nattaktiv.